# Giancarlo Castelbarco
Giancarlo Castelbarco (Milano, 2 giugno 1884 – Campoformido, 29 ottobre 1917) è stato un militare italiano, decorato di medaglia d'oro al valor militare alla memoria nel corso della prima guerra mondiale.

## Biografia
Discendente dei Castelbarco nacque a Milano il 2 giugno 1884, figlio di Alessandro e Pasqua Vivaldi. Compiuti gli studi, nel 1903 fu ammesso a frequentare la Regia Accademia Militare di Fanteria e Cavalleria di Modena da cui uscì due anni dopo con la nomina a sottotenente assegnato all'arma di cavalleria, in forza al Reggimento "Cavalleggeri di Monferrato" (13º). L'8 maggio 1907 sposò a Torino Emilia Ceriana Mayneri (1884-1955), da cui ebbe tre figli: Maria Teresa, Francesca Franca e Alessandro. Divenuto tenente nel 1908, negli anni successivi lavorò come istruttore di equitazione presso l'Accademia Militare di Modena, venendo promosso capitano nell'agosto 1915, a guerra con l'Impero austro-ungarico già iniziata. Trasferito, dietro sua domanda, al Reggimento "Cavalleggeri di Roma" (20°), che operava appiedato nella zona di Monfalcone, come comandante del 5º Squadrone combattendo insieme ai fanti del Regio Esercito nelle trincee del basso Isonzo. Nell'ottobre 1917, dopo l'esito disastroso della battaglia di Caporetto e la seguente ritirata generale dei reparti dell'esercito dietro la linea del Piave lo squadrone, che era inquadrato nella I Brigata di cavalleria, fu inviato nella pianura friulana per cercare di ritardare il più possibile l'avanzata delle avanguardie nemiche. Il 29 ottobre ricevette l'ordine di occupare con i suoi uomini l'abitato di Pasian Schiavonesco e di mantenere saldamente la posizione per proteggere il ripiegamento delle truppe italiane e trattenere il più possibile il nemico. Schierato a sbarramento dello stradone per Udine, alle 15:00 del 29 ottobre il 5º Squadrone fu investito dalla avanguardie della 5ª Divisione tedesca. Il combattimento infuriò per tutto il giorno ed egli fu l'anima della resistenza. Ferito una prima volta alla gamba sinistra, e poi una seconda volta all'addome, incitò i suoi cavalleggeri alla resistenza fino a che non sopraggiunse la morte. Con Regio Decreto del 19 agosto 1921 fu insignito della medaglia d'oro al valor militare alla memoria. Una via di Milano porta il suo nome.

### Annotazioni
1. ↑  Il Conte Alessandro Castelbarco Visconti Simonetta era nato il 5 novembre 1848 a Ispra, Varese, ed era deceduto il 14 novembre 1917 a Casatenovo, Lecco. Fanny Vivaldi Pasqua era nata il 22 novembre 1848 a Milano ed era deceduta il 2 dicembre 1921 a Milano.

### Fonti
1. 1 2 3 4 5 6 7 8 9 10  Combattenti Liberazione.
2. 1 2  Carolei, Greganti, Modica 1968, p. 174.
3. ↑  Medaglie d'oro al valor militare sul sito della Presidenza della Repubblica